# 丹尼爾·華斯
丹尼爾·華斯（丹麥語：Daniel Wass，1989年5月31日—）是一名丹麥職業足球員，可任右閘與右翼，现效力于丹麥足球超級聯賽球会邦比、丹麥國家足球隊。

## 俱樂部生涯
2018年7月10日，丹尼爾與西甲俱樂部巴伦西亚簽下了為期四年的合約。

## 國家隊生涯
華斯在2011年2月9日主場迎戰英格蘭的友誼賽於下半場入替西蒙·保臣，獲國家隊處子秀。

## 職業數據
以下是華斯的職業數據︰
| 賽季    | 球會       | 上陣 | 入球 | 聯賽         |
| ------- | ---------- | ---- | ---- | ------------ |
| 2007/08 | 邦比       | 012  | 0    | 丹麥超級聯賽 |
| 2008/09 | 邦比       | 028  | 0    | 丹麥超級聯賽 |
| 2009    | 費德列斯達 | 03   | 01   | 挪威超級聯賽 |
| 2009/10 | 邦比       | 012  | 02   | 丹麥超級聯賽 |
| 2010/11 | 邦比       | 032  | 06   | 丹麥超級聯賽 |
| 2011/12 | 伊維恩     | 029  | 04   | 法國甲級聯賽 |
| 2012/13 | 伊維恩     | 033  | 02   | 法國甲級聯賽 |
| 2013/14 | 伊維恩     | 038  | 09   | 法國甲級聯賽 |
| 2014/15 | 伊維恩     | 032  | 08   | 法國甲級聯賽 |
| 合计    | 合计       | 219  | 32   |              |